# Ngas
Das Ngas (oder Angas, kerang und karang) ist eine tschadische Sprache, die vom Volk der Anga in Nigeria gesprochen wird, speziell im Bundesstaat Plateau.
Es ist eine Tonsprache und zählt zur Sprachfamilie der afroasiatischen Sprachen.
Im Jahre 1998 betrug die Zahl der Sprecher ungefähr 400.000. Die Dialekte der Sprache sind Hügel-Angas und Plain-Angas.

## Phonologie
Vokal-Phoneme: /iː/ /ɪ/ /ɛ/ /ɨː/ /a/ /aː/ /u/ /uː/ /j/ /w/ /ɜi/ /e/ /o/
Konsonanten: /p/ /b/ /ɓ/ /t/ /d/ /ɗ/ /c/ /dj/ /ʄ/ /k/ /ɡ/ /tʃ/ /dʒ/ /f/ /v/ /s/ /z/ /ʃ/ /ʒ/ /ɣ/ /m/ /n/ /ɲ/ /ŋ/ /l/ /r/ /h/ /pʲ/ /bʲ/ /mʲ/.